# Vîstupovîci, Ovruci
Vîstupovîci (în ucraineană Виступовичі) este un sat în comuna Rudnea din raionul Ovruci, regiunea Jîtomîr, Ucraina.

## Demografie
Componența lingvistică a localității Vîstupovîci
     Ucraineană (92,5%)
     Rusă (5%)
     Belarusă (2,5%)
Conform recensământului din 2001, majoritatea populației localității Vîstupovîci era vorbitoare de ucraineană (92,5%), existând în minoritate și vorbitori de rusă (5%) și belarusă (2,5%).